# Ulica Młynowa w Białymstoku
Ulica Młynowa – ulica Białegostoku, przechodząca przez osiedla Centrum i Przydworcowe. Biegnie od ronda majora harcmistrza Bronisława Jastrzębskiego, przez ulicę kardynała Stefana Wyszyńskiego, do ulicy Łomżyńskiej.

## Historia ulicy
Pierwotnie nazywała się ulicą Mielniczną i należała do ówczesnej wsi Swoboda (Słoboda). W XIX w. wieś została włączona w granice Białegostoku. Najstarsza wzmianka o ulicy pochodzi z dokumentu notarialnego z 1906 roku. Po przyłączeniu miasta do Polski, w 1919 roku, Tymczasowy Komitet Miejski zmienił jej nazwę na Młynową, która obowiązuje do dziś z wyjątkiem okresu okupacji niemieckiej, kiedy nazwa została zamieniona na niemiecką (Mühlenstrasse).
Ulica przebiegała przez osiedle Chanajki, które było opisywane jako przedwojenna dzielnica biedoty miejskiej, zamieszkiwała go ludność żydowska. Zostało zniszczone przez Niemców w trakcie II wojny światowej.

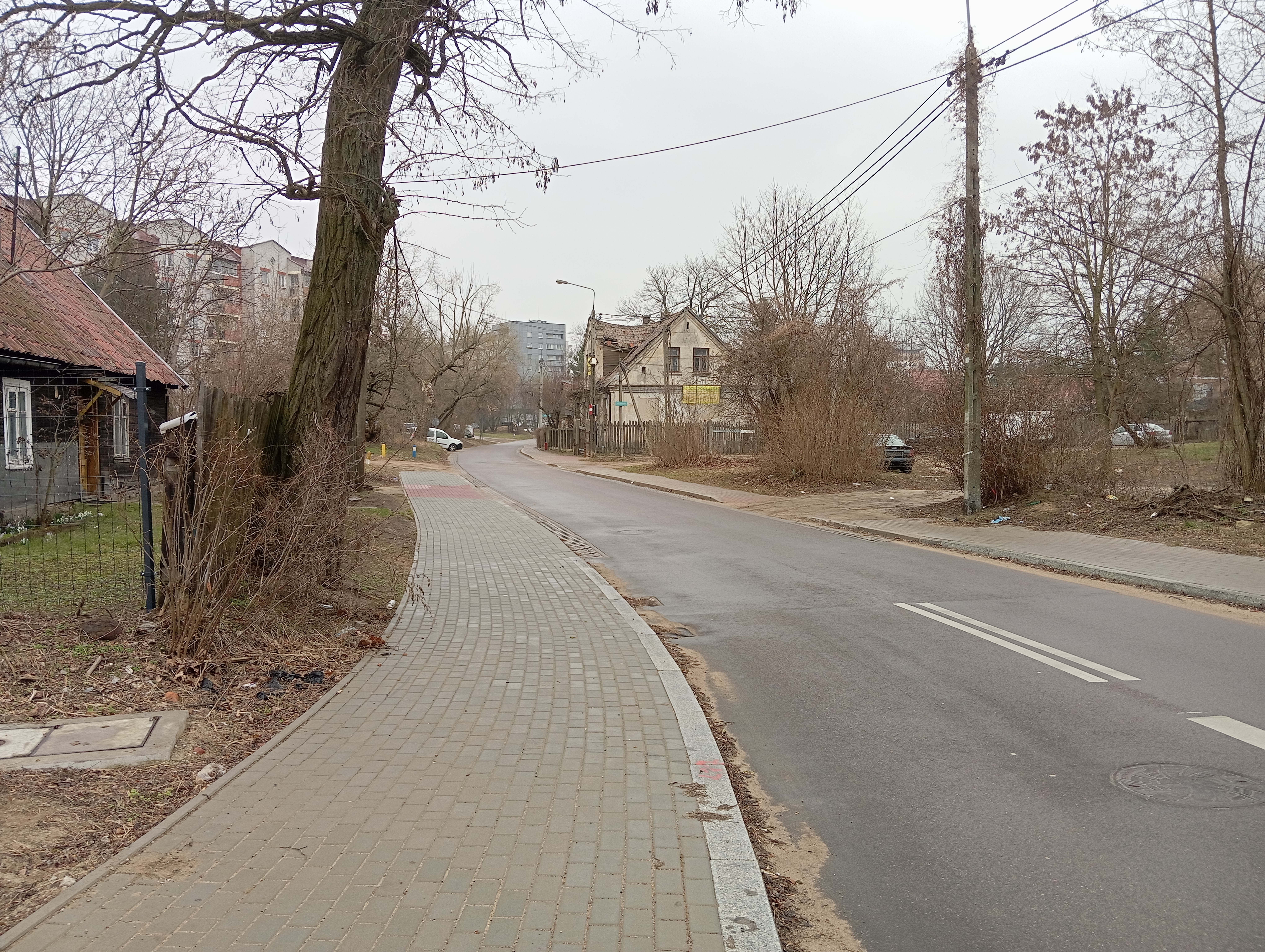
Ulica Młynowa od strony ulicy Łomżyńskiej

## Otoczenie
Ulica Młynowa jest pełna starych zabudowań sięgających przełomu XVIII i XIX wieku.
Prócz zabytków, na ulicy znajdują się m.in.:
- Monument na Rynku Siennym, upamiętniający istnienie cmentarza ewangelicko-augsburskiego (powstały w 2020 roku)[4]
- Podlaski Urząd Skarbowy w Białymstoku
- Oddział ZUS
- Szkoła Podstawowa Nr 9 im. ks. Jana Twardowskiego

Nieistniejące:
- Miastoprojekt przy ul. Młynowej 21[5]